# István Szelei
István Szelei (n. 7 decembrie 1960, Szentes, Csongrád-Csanád, Ungaria) este un scrimer maghiar, medaliat olimpic. A participat la 2 ediții ale Jocurilor Olimpice (1980, 1988) în care a câștigat o medalie de bronz.